# Dina Galíndez
Dina Galíndez (Córdoba, ca. 1944) fue una deportista argentina ya fallecida, especializada en atletismo adaptado y baloncesto en silla de ruedas que se destacó por ser una de las máximas medallistas paralímpicas de ese país y de América Latina. Galíndez ganó seis medallas, dos de ellas de oro, en los Juegos Paralímpicos de Tel Aviv 1968, en atletismo y baloncesto en silla de ruedas. Sus dos medallas de oro fueron además conseguidas con récord mundial. Fue la atleta más premiada de esos Juegos, junto con la también argentina Silvia Cochetti. Por sus logros deportivos fue reconocida en Argentina como Maestra del Deporte Argentino. En su memoria, la liga de baloncesto en silla de ruedas de la provincia de Córdoba disputa anualmente la Copa Dina Galíndez.

## Carrera deportiva

### Juegos Paralímpicos de Tel Aviv 1968
En los Juegos Paralímpicos de Tel Aviv 1968 Dina Galíndez obtuvo seis medallas, dos de ellas de oro en atletismo y baloncesto en silla de ruedas, siendo la atleta más premiada de los Juegos, junto a la también argentina Silvia Cochetti. Debido a ese desempeño excepcional, el equipo de atletismo femenino de Argentina finalizó segundo en el medallero de los Juegos:
| Tel Aviv 1968 Atletismo Mujeres Medallero | Tel Aviv 1968 Atletismo Mujeres Medallero | Tel Aviv 1968 Atletismo Mujeres Medallero | Tel Aviv 1968 Atletismo Mujeres Medallero | Tel Aviv 1968 Atletismo Mujeres Medallero | Tel Aviv 1968 Atletismo Mujeres Medallero |
|                                           | País                                      |                                           |                                           |                                           | Total                                     |
| ----------------------------------------- | ----------------------------------------- | ----------------------------------------- | ----------------------------------------- | ----------------------------------------- | ----------------------------------------- |
| 1                                         | Israel                                    | 8                                         | 9                                         | 10                                        | 27                                        |
| 2                                         | Argentina                                 | 8                                         | 6                                         | 4                                         | 18                                        |
| 3                                         | Estados Unidos                            | 6                                         | 3                                         | 8                                         | 17                                        |
| 4                                         | Gran Bretaña                              | 5                                         | 3                                         | 1                                         | 9                                         |
| Fuente: IPC.                              |                                           |                                           |                                           |                                           |                                           |

#### Atletismo
| Atletismo Mujeres Lanzamiento de clava A Participantes: 18 | Atletismo Mujeres Lanzamiento de clava A Participantes: 18 | Atletismo Mujeres Lanzamiento de clava A Participantes: 18 | Atletismo Mujeres Lanzamiento de clava A Participantes: 18 | Atletismo Mujeres Lanzamiento de clava A Participantes: 18 | Atletismo Mujeres Lanzamiento de clava A Participantes: 18 |
|                                                            | Atleta                                                     | País                                                       | Distancia (m.)                                             |                                                            |                                                            |
| ---------------------------------------------------------- | ---------------------------------------------------------- | ---------------------------------------------------------- | ---------------------------------------------------------- | ---------------------------------------------------------- | ---------------------------------------------------------- |
| 1                                                          | Dina Galíndez                                              | Argentina                                                  | 21.91                                                      |                                                            | RM                                                         |
| 2                                                          | Marr                                                       | Gran Bretaña                                               | 20.63                                                      |                                                            |                                                            |
| 3                                                          | Kirn                                                       | Estados Unidos                                             | 19.96                                                      |                                                            |                                                            |
| Fuente: IPC.                                               |                                                            |                                                            |                                                            |                                                            |                                                            |

| Atletismo Mujeres Lanzamiento de disco A Participantes: 18 | Atletismo Mujeres Lanzamiento de disco A Participantes: 18 | Atletismo Mujeres Lanzamiento de disco A Participantes: 18 | Atletismo Mujeres Lanzamiento de disco A Participantes: 18 | Atletismo Mujeres Lanzamiento de disco A Participantes: 18 | Atletismo Mujeres Lanzamiento de disco A Participantes: 18 |
|                                                            | Atleta                                                     | País                                                       | Distancia (m.)                                             |                                                            |                                                            |
| ---------------------------------------------------------- | ---------------------------------------------------------- | ---------------------------------------------------------- | ---------------------------------------------------------- | ---------------------------------------------------------- | ---------------------------------------------------------- |
| 1                                                          | Dina Galíndez                                              | Argentina                                                  | 12.65                                                      |                                                            | RM                                                         |
| 2                                                          | Marr                                                       | Gran Bretaña                                               | 12.02                                                      |                                                            |                                                            |
| 3                                                          | Kirn                                                       | Estados Unidos                                             | 11.56                                                      |                                                            |                                                            |
| Fuente: IPC.                                               |                                                            |                                                            |                                                            |                                                            |                                                            |

| Atletismo Mujeres Novicias 60 m silla de ruedas A Participantes: 7 | Atletismo Mujeres Novicias 60 m silla de ruedas A Participantes: 7 | Atletismo Mujeres Novicias 60 m silla de ruedas A Participantes: 7 | Atletismo Mujeres Novicias 60 m silla de ruedas A Participantes: 7 | Atletismo Mujeres Novicias 60 m silla de ruedas A Participantes: 7 |
|                                                                    | Atleta                                                             | País                                                               | Tiempo                                                             |                                                                    |
| ------------------------------------------------------------------ | ------------------------------------------------------------------ | ------------------------------------------------------------------ | ------------------------------------------------------------------ | ------------------------------------------------------------------ |
| 1                                                                  | Thibaut                                                            | Francia                                                            | 19.8                                                               |                                                                    |
| 2                                                                  | Dina Galíndez                                                      | Argentina                                                          | 20.7                                                               |                                                                    |
| 3                                                                  | Lorraine Dodd                                                      | Australia                                                          | 20.7                                                               |                                                                    |
| Fuente: IPC.                                                       |                                                                    |                                                                    |                                                                    |                                                                    |

| Atletismo Mujeres Lanzamiento de bala A Participantes: 21 | Atletismo Mujeres Lanzamiento de bala A Participantes: 21 | Atletismo Mujeres Lanzamiento de bala A Participantes: 21 | Atletismo Mujeres Lanzamiento de bala A Participantes: 21 | Atletismo Mujeres Lanzamiento de bala A Participantes: 21 |
|                                                           | Atleta                                                    | País                                                      | Distancia (m.)                                            |                                                           |
| --------------------------------------------------------- | --------------------------------------------------------- | --------------------------------------------------------- | --------------------------------------------------------- | --------------------------------------------------------- |
| 1                                                         | Kim                                                       | Estados Unidos                                            | 4.58                                                      |                                                           |
| 2                                                         | Dina Galíndez                                             | Argentina                                                 | 4.50                                                      |                                                           |
| 3                                                         | Ingrid Voboril                                            | Austria                                                   | 4.47                                                      |                                                           |
| Fuente: IPC.                                              |                                                           |                                                           |                                                           |                                                           |

| Atletismo Mujeres Jabalina A Participantes: 17 | Atletismo Mujeres Jabalina A Participantes: 17 | Atletismo Mujeres Jabalina A Participantes: 17 | Atletismo Mujeres Jabalina A Participantes: 17 | Atletismo Mujeres Jabalina A Participantes: 17 |
|                                                | Atleta                                         | País                                           | Distancia (m.)                                 |                                                |
| ---------------------------------------------- | ---------------------------------------------- | ---------------------------------------------- | ---------------------------------------------- | ---------------------------------------------- |
| 1                                              | Kim                                            | Estados Unidos                                 | 12.94                                          |                                                |
| 2                                              | Ingrid Voboril                                 | Austria                                        | 9.77                                           |                                                |
| 3                                              | Dina Galíndez                                  | Argentina                                      | 9.35                                           |                                                |
| Fuente: IPC.                                   |                                                |                                                |                                                |                                                |

#### Baloncesto en silla de ruedas
En los Juegos de Tel Aviv se incorporó el evento femenino del básquetbol en silla de ruedas. Participaron cinco países: Argentina, Austria, Estados Unidos, Gran Bretaña e Israel. El equipo argentino estuvo integrado por Silvia Cochetti, Estela Fernández, Dina Galíndez, Susana Masciotra, Amelia Mier, Susana Olarte y Noemí Tortul.
El equipo argentino venció a Estados Unidos 4-1, a Austria 22-15, a Gran Bretaña 8-2 y perdió con Israel 17-12, equipo este que ganó todos los partidos ganando la medalla de oro, en tanto que Argentina quedó segunda haciéndose acreedora a la medalla de plata, mientras que la de bronce correspondió a Estados Unidos.
| Básquetbol Mujeres Participantes: 5 países | Básquetbol Mujeres Participantes: 5 países | Básquetbol Mujeres Participantes: 5 países | Básquetbol Mujeres Participantes: 5 países | Básquetbol Mujeres Participantes: 5 países |
|                                            | País                                       | Ganó                                       | Perdió                                     |                                            |
| ------------------------------------------ | ------------------------------------------ | ------------------------------------------ | ------------------------------------------ | ------------------------------------------ |
| 1                                          | Israel                                     | 4                                          | 0                                          |                                            |
| 2                                          | Argentina                                  | 3                                          | 1                                          |                                            |
| 3                                          | Estados Unidos                             | 2                                          | 2                                          |                                            |
| 4                                          | Austria                                    | 1                                          | 3                                          |                                            |
| 5                                          | Gran Bretaña                               | 0                                          | 4                                          |                                            |
| Fuente: Wheelchairs can jump!              |                                            |                                            |                                            |                                            |